# Phelsuma hielscheri
Phelsuma hielscheri este o specie de șopârle din genul Phelsuma, familia Gekkonidae, descrisă de Herbert Rösler în anul 2001. A fost clasificată de IUCN ca specie vulnerabilă. Conform Catalogue of Life specia Phelsuma hielscheri nu are subspecii cunoscute.